# Café Arco
Café Arco je název pražského německojazyčného literárního spolku nazvaného podle místa jejich setkávání, stejnojmenné kavárny v Praze, na nároží ulic Hybernská a Dlážděná.

## Členové

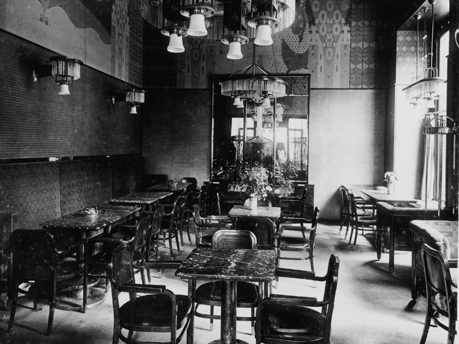
Kavárna Arco v roce 1907

### První generace
Mezi členy spolku německy píšících autorů, přezdívaných „arconauté“, patřili mj. Oskar Baum, Max Brod, Rudolf Fuchs, Willy Haas, Willi Handl, Franz Janowitz, Franz Kafka, Paul Kornfeld, Egon Erwin Kisch, budoucí herecká hvězda Ernst Deutsch, Otto Pick, nebo Franz Werfel, který svou básnickou sbírkou Weltfreund (Přítel světa) vytištěnou koncem roku 1911 přispěl k rozkvětu nejen pražské varianty expresionistického hnutí.

### Druhá generace
K autorům druhé generace skupiny Café Arco narozeným uprostřed 90. let 19. století náleželi Karl Brand, Hans Demetz, Hans Gerke, Walter Fürth, Otto Rosenfeld a Johannes Urzidil – tehdy vesměs mladí žurnalisté a literární adepti. 
Ti, společně s některými staršími autory, jako byli např. Ernst Pollak nebo Ernst Feigl, tvořili okruh druhé generace uskupení Café Arco. Ta byla zaměřena převážně pacifisticky a pokoušela se o přehodnocení dosavadního vztahu pražských německých spisovatelů k české kultuře a literatuře. Jako skupina však zůstali relativně nepovšimnuti, protože vzhledem k válečným událostem byly možnosti jejich společných akcí a veřejných vystoupení značně omezené.